# 山田修 (政治家)
山田 修（やまだ おさむ、1961年4月26日 - ）は、日本の政治家。茨城県那珂郡東海村長（3期）。水戸市出身。高崎経済大学経済学部卒業。

## 来歴・人物
- 1961年4月 - 茨城県水戸市出身。
- 1986年3月 - 高崎経済大学経済学部卒業。
- 1986年4月 - 茨城県庁入庁。財政課、産業政策課産学連携推進室室長補佐[1]。
- 2008年4月 - 地域計画課課長補佐（総括）。
- 2010年4月 - 副村長就任。
- 2013年7月 - 副村長を退任。
- 2013年8月 - 東海村長選挙に立候補し当選。
- 2017年8月 - 東海村長選挙に無投票で再選。
- 2021年9月 - 東海村長選挙に立候補し3選[2]。

## 人物
原発立地自治体の首長ながら脱原発と東海第二発電所の廃炉を主張した村長村上達也の引退を受けて行われた、2013年8月の東海村村長選挙において、原発廃炉を主張する日本共産党県委員の福田明を破り当選した。
この時、東海第二原発の再稼働に関して是非を明言しておらず、再稼働には住民の意見を尊重する立場を取っていたが、2019年10月5日の原子力業界誌「ENERGY for the FUTURE（エナジーフォーザフューチャー）」（ナショナルピーアール社・東京）の誌上で、東京電力柏崎刈羽原発がある新潟県刈羽村の品田宏夫村長との対談の中で、「安定的な電力の供給は絶対に欠かせない。BWR(沸騰水型原子炉)についてもしっかりと再稼働していく必要がある」と、東海第二原発の再稼働とは明言していないが、BWR型である東海第二原発の再稼働を容認するとも受け取れる発言をしている。